# Lonicera longituba
Lonicera longituba är en kaprifolväxtart som beskrevs av Ho Tseng Chang, Ping Sheng Hsu och H.J. Wang. Lonicera longituba ingår i släktet tryar, och familjen kaprifolväxter. Inga underarter finns listade i Catalogue of Life.